# Tartessos (drama)
Tartessos es una obra teatral del dramaturgo español Miguel Romero Esteo publicada en 1983.

## Descripción
Denominada por el propio autor como un poema épico de la protohistoria de la península ibérica, Tartessos se divide en ochenta y cuatro liturgias, agrupadas en dos jornadas y un epílogo, en las que se combinan cantos, diálogos y largos recitados, y representa el esfuerzo por llevar a la dramaturgia y la literatura una civilización cuyos fragmentos se encuentran esparcidos por diferentes disciplinas humanísticas.
En la obra, su autor, valiéndose del verso libre, construye un texto rico y poético, especialmente notorio cuando intenta conseguir una verosimilitud mucho más sutil que la de las acciones, pedida una y otra vez por los tratadistas para la tragedia. Nos referimos a la verosimilitud lingüística, que se manifiesta en la pieza de dos formas: mediante una supuesta reconstrucción o invención del idioma tartésico y a través de una muy consciente y trabajada arcaización del lenguaje.
Pedro Aullón de Haro al final de su estudio introductorio a Tartessos afirma: «Tengo la convicción (...) de que la obra de Romero Esteo es junto a la de Valle-Inclán, lo más original y renovador que ha producido la literatura dramática española con posterioridad al Siglo de Oro.»